# Thomas Alsgaard
Thomas Alsgaard (Lørenskog, Noruega 1972) és un esquiador de fons noruec, ja retirat, que destacà a la dècada del 1990.

## Biografia
Va néixer el 10 de gener de 1972 a la població de Lørenskog, situada al comtat d'Akershus.

## Carrera esportiva
Va participar en els Jocs Olímpics d'Hivern de 1994 realitzats a Lillehammer (Noruega), on aconseguí guanyar dues medalles olímpiques: la medalla d'or en la prova dels 30 km i la medalla de plata en la prova de relleus 4x10 km, a més de finalitzar vint-i-quatrè en els 10 quilòmetres. En els Jocs Olímpics d'Hivern de 1998 realitzats a Nagano (Japó) aconseguí guanyar dues medalles d'or en les proves de relleus 4x10 km i en la prova de persecució 10/15 km, finalitzant així mateix cinquè en els 10 km i sisè en els 50 quilòmetres. En els Jocs Olímpics d'Hivern de 2002 realitzats a Salt Lake City (Estats Units) aconseguí revalidar el títol de relleus 4x10 km i guanyà la medalla d'or en la persecució 10/10 quilòmetres.
Al llarg de la seva carrera esportiva en el Campionat del Món d'esquí nòrdic aconseguí guanyar nou medalles: sis medalles d'or (persecució 10/15 km: 1999; 30 km: 2003; i relleus 4x10 km: 1995, 1997, 2001 i 2003), dues medalles de plata (30 km: 1999; relleus 4x10 km: 1999) i una medalla de bronze (30 km: 1997).